# Hydra zhujiangensis
Hydra zhujiangensis is een hydroïdpoliepensoort uit de familie van de Hydridae. De wetenschappelijke naam van de soort is voor het eerst geldig gepubliceerd in 2010 door Liu & Wang.